# Who's That Girl (soundtrack)
Who's That Girl album je filmske glazbe američke pjevačice Madonne za film Tko je ta djevojka. Album je izdan 21. srpnja 1987. pod Sire Recordsom. Sadrži četiri Madonnine pjesme, dok su ostale otpjevali Scritti Politti, Duncan Faure, Club Nouveau, Coati Mundi i Michael Davidson, njezini kolege iz diskografske kuće. Album je Warner Bros. smatrao Madonninim, jer je ona otpjevala većinu pjesama. Nakon uspjeha filma Očajnički tražeći Susan (1985), Madonna je željela raditi na novoj komediji Slammer. Ali, zbog propasti filma Šangajsko iznenađenje (1986), Warner Bros. se na početku ustručavao dati zeleno svjetlo projektu, ali je kasnije ipak to i napravio. Film je bio o ženi Nikki Finn koja je lažno optužena za ubojstvo.
Madonna je započela raditi na soundtracku u prosincu 1986., te je surađivala s Patrickom Leonardom i Stephenom Brayom, producentima njezinog trećeg studijskog albuma True Blue (1986). Trebala joj je jedna brza i jedna sporija pjesma. Leonard je skladao brzu pjesmu, a Madonna je napisala tekst i melodiju. Pjesmu je nazvala "Who's That Girl", te kako je mislila da je taj naziv bolji nego Slammer, promijenila je i naziv filma. Ovaj dvojac je također napisao i sporiju pjesmu za album koja se zvala "The Look of Love". Sa Stephanom Brayom je napisala dodatne dvije pjesme, od kojih je prva bila dance pjesma "Causing a Commotion", a druga je se zvala "Can't Stop".
Nakon što je album objavljen, kritičari su bili složni te su dali negativne kometare. Neki su komentirali da je album bjelodan i nedovršen, dok su naslovna pjesma i "The Look of Love" najbolje pjesme s albuma. Album je bio komercijalna uspješnica, zauzevši Top 10 u Sjedinjenim Državama, Austriji, Kanadi, Francuskoj, Italiji, Novom Zelandu, Švedskoj i Ujedinjenom Kraljevstvu, dok se na prvo mjesto ljestvica popeo u Njemačkoj i europskoj ljestvici albuma. Prodan je u više od šest milijuna kopija u cijelom svijetu.
Izdana su tri singla s albuma. Naslovna pjesma je postala Madonnin šesti broj jedna na Billboard Hot 100, čime je postala prvi izvođač koji je nanizao šest brojeva 1 u 80-ima, te prva izvođačica s toliko pjesama na broju 1. Kao drugi singl je izdana pjesma "Causing a Commotion" te je dospjela na drugo mjesto Hot 100 ljestvice. "The Look of Love" je izdan kao treći singl samo u Europi, te je dospio u Top 10 u Ujedinjenom Kraljevstvu. Pjesma "Turn It On" je izdana kao promotivni singl u Sjedinjenim Državama, te je dospjela na 15. mjesto dance ljestvice. Album je daljnju promociju doživio na vrlo uspješnoj Who's That Girl World Tour.

## Pozadina
Madonnina komedija Očajnički tražeći Susan snimljena 1985., bila je komercijalna uspješnica što je izazvalo u Madonni zanimanje za glumu. Za sljedeći projekt je također izabrala komediju koja se trebala zvati Slammer, ali je kasnije promijenila ime u Tko je ta djevojka. Igrala je ulogu Nikki Finn, mlade žene koja je, iako nedužna, optužena za ubojstvo. Puštena na uvjetnu slobodu, bila je odlučna obraniti svoje ime i dokazati da je nevina. Zajedno s Loudon Trott (koju glumi Griffin Dunne), nađe se u 36-erostanoj avanturi, koje vrhunac doseže kada Nikki prekida vjenčanje da bi otkrila identitet prave ubojice. Madonna je komentirala lik Nikki:
"Nikki i ja imamo mogo toga zajedničko. Ona je hrabra i draga i smiješna i pogrešno procijenjena. Ali na kraju brani svoje ime, i to je uvijek potrebno napraviti. Ja to neprestano radim sa svojom publikom. Svidjela mi se Nikkina snažna ali i slatka strana. Ta snaga je zapravo maska za njezinu ranjivost koju osjeća iznutra."
Međutim, kako je Madonnu i njezinog tadašnjeg supruga Sean Penna pratio loš glas zbog komercijalne propasti zajedniče drame Šangajsko iznenađenje, morala je ulagati puno veće napore kako bi uvjerila Warner Bros. da joj dopuste ulazak u ovaj projekt. Željela je i da njezin bliski prijatelj James Foley bude redatelj filma, nazivajući ga "genijalcem". On je bio poznat po režisiranju Madonninih glazbenih videa za pjesme "Live to Tell", "Papa Don't Preach" i "True Blue". Warner Bros. je tražio drugi način za unovčavanje Madonninog uspjeha na soundtracku, te su mislili da je njezino ime dovoljno da bi omogućilo uspjeh kako filma tako i albuma s filmskom glazbom. Tako su mislili da nemaju izbora, nego Madonni dopustiti ulazak u ovaj projekt. Snimanje je započelo u listopadu 1986. u New Yorku, a na albumu je Madonna započela raditi tek u siječnju 1987.

## Nastajanje albuma
Kako je Madonna imala neke određene ideje o glazbi za ovaj film, pozvala je u pomoć Patricka Leonarda i Stephena Braya s kojima je radila 1986. na trećem studijskom albumu True Blue. Objasnila im je kako treba jednu brzu i jednu sporu pjesmu. Po njezinoj želji, Leonard je stvorio brzu pjesmu. Madonna je došla u studio jedan četvrtak, a Leonard joj je dao kasetu sa snimljenim refrenom koji je bio upravo završio. Madonna je zatim otšla u stražnju sobu i i završila melodiju i tekst pjesme te je pjesmu nazvala "Who's That Girl" i time izmijenila naziv filma iz Slammer u Tko je ta djevojka. U knjizi Freda Bronsona The Billboard Book of Number 1 Hits, Leonard je ispričao kako je pjesma snimljena u jednom danu jer je Madonna pjesmu otpjevala samo jednom. Tek su naknadno dodane gitara i udarački instrumenti.
Spora pjesma je nastala sljedeći dan, tako što je Madonna napisala tekst a Leonard je osmislio melodiju. Pjesma je nazvana "The Look of Love", a sadrži stihove "No where to run, no place to hide. From the look of love, from the eyes of pride". Nakon završetka ove pjesme, Madonna je započela raditi s Brayom kao producentom. Prvo je nastala pjesma "Causing a Commotion" koja je inspiraciju pronašla u burnom odnosu Madonne sa Seanom Pennom. Madonna je mislila kako im je brak pred završetkom, zbog Seanovog nasilnog ponašanja. U časopisu Rolling Stone izanom 10. rujna 1987., Madonna progovara o Pennu i njegovom utjecaju na njezin život i glazbu: "Ne volim nasilje. Ne opraštam kada netko nekoga udari, i mislim da nasilje ne smije zauzeti nikakvo mjesto u društvu. S druge strane razumijem Seanovu ljutnju, i vjerujte mi da sam ga hjela udariti puno puta. Iako, nikada ne bi jer bi to samo pogoršalo situaciju. [...] Mislila sam da on nanosi ozljede kako bi me namjerno odvratio. Napisala sam ovu pjesmu i ubacila svoje frustracije." Posljednja pjesma koja je nastala je "Can't Stop", inspirirana Sixties Motown te grupom Martha and the Vandellas. Album je uključivao i pjesme drugih izvođača koji su također bili u Warner Bros. Recordsu, kao što su Club Nouveau, Scritti Politti i Michael Davidson. Kako su oni bili komercijalno neuspješni i anonimni u Sjedinjenim Državama, ovaj potez da se njih uključi na album s Madonnom se činio pravim za Warner Bros. Dvije pjesme koje su otpjevali Duncan Faure i Coati Mundi su uključene na album na Madonnin zahtjev jer su ti izvođači bili njazini prijatelji.

## Recenzije albuma
Album nije najbolje primljen među glazbenim kritičarima. Većinom su isticali da je naslovna pjesma najbolja na albumu. Jim Farber iz Entertainment Weekly je albumu dodijelio negativnu ocjenu, iako je Noah Robischon iz istog časopisa hvalio naslovnu pjesmu govoreći da je Madonna "gurnila sinergiju preko granica". Bill Lamb iz About.com naglašava kako pjesme nisu Madonnina najbolja glazba. Taraborrelli je rekao da je "soundtrack još jedan podsjetnik kako je Madonnina snaga i status jedan od najvažnijih pjevača 80-ih, jer su se jedino njezine pjesme istaknule, iako nisu najbolje, ali "The Look of Love" je egzotična balada." Allen Metz i Carol Benson, autori The Madonna Companion: Two Decades of Commentary, su rekli da je "Who's That Girl postigao ono što je i trebao, stavio novac u džepove Warnera, ali nije učinio ništa za Madonnin katalog".  Tony Power iz Blendera je oštro kritizirao rezultat, nazivajući ga "nedozvoljenim soundtrackom punim izmeta iz loše komedije." Stephen Thomas Erlewine je naglasio u svojoj recenziji za Allmusic da "album u užem smislu nije Madonnin album, nego album filmske glazbe", te da sadrži "komponente koje su nenadahnjući dance-pop drugih autora". David Denby iz New York časopisa kaže da "s albumom nije ništa krivo. Ali ima tu nesreću da je udružen s takvim filmom, ali sam album nije loš." Također dodaje da je pjesma "The Look of Love" Madonnin skriveni dragulj u katalogu. Don Shewey iz Rolling Stonea kaže da "iako je ovo Madonnin album, on ne sadrži pjesme koje će se pamitit, nego sadrži pjesme Warnerovih pjevača poput pjesme "El Coco Loco" Coati Mundija i "24 Hours" Duncan Fauresa. Za većinu kupaca ovo jest novi Madonnin album."
Robert Christgau je albumu dodijelio ocjenu (C-) te govori da je za zvijezu Madonninog kalibra potrebno puno više. Ed Blank iz Pittsburgh Press kaže da je "jedina svrha albuma napraviti album koji će ići uz film." Stephen Holden iz The New York Times je dao pozitivnu ocjenu albumu te kaže "da se na albumu osjti pop angažman". Napominje da je album dao "jedan od najboljih singlova te godine, te da je naslovna pjesma odskače kao kad akrobat radi salto na trampolini." Kaže da je i pjesma "The Look of Love" pamtljiva balada kao što je i 1986. bila "Live to Tell". SoundGuardian je album ošto kritiziao te mu dodijelio samo dvije zvjezdice. Tako kaže: "Loš soundtrack za loš film. Ništa više od tog." Dok naslovnu pjesmu smatra "čistim izvlačenjem maksimuma iz latino ritma koji je proslavio "La Isla Bonita" te se i ne može nazvati ičim drugim osim produženom i osjetno slabijom verzijom dotičnog hita", dotle hvali pjesmu "Causing a Commotion". Za "The Look of Love" kaže da je "dosadna i zaboravljiva balada", dok je "Can't Stop" "plitki pop namijenjen najnezahtjevnijima".

## Komercijalni uspjeh
Album je debitiraona 46. mjestu Billboard 200 ljestvice 15. kolovoza 1987., istog dana kada je naslovna pjesma došla na vrh Billboard Hot 100. U tjednu zaključno s 12. rujna 1987. album je dosegao svoj vrhunac na sedmom mjestu, te se na ljestvici zadržao dvadeset i osam tjedana, te dobio platinastu certifikaciju prema Recording Industry Association of America (RIAA) za distribuciju milijun primjeraka. U Sjedinjenim Državama je album prodan u 1.5 milijuna primjeraka. U Kandi je album debitirao na 85. mjestu RPM Albums Chart. Nakon sedam tjedana se popeo na četvrto mjesto što mu je ostalo najviše na toj ljestvici. Na godišnjj listi najprodavanijih albuma, RPM Top 100 Albums for 1987, smjestio se na 37. mjesto, a sveukupno je na ljestvici boravio trideset tjedana.
U Ujedinjenom Kraljevstvu je album debitirao na četvrtom mjestu što mu je ostalo i najviše. Sljedeći tjedan pada na petu poziciju i tamo se zadržava tri tjedna. Who's That Girl je bio prisutan na ljestvici dvadeset i pet tjedana. British Phonographic Industry (BPI) mu je dodijelila platinastu certifikaciju za prodanih 300.000 primjeraka. Brojka je danas došla do 320.000 primjeraka. Manji uspjeh je postigao u Australiji, gdje je debitirao i dostigao najbolji plasman na 24. mjestu, te je dobio zlatnu certifikaciju za distribuciju 35.000 primjeraka. Na ljestvicu u Novom Zelandu je ušao na 12. mjestu, a nakon dva tjedna je dospio na 6. mjesto koje mu je ostalo i najbolje rangirano. U Austriji je debitirao na sedmom mjestu, te kasnije dosegnuo peto mjesto. U Njemačkoj je debitirao na vrhu ljestvice, i tamo se zadržao dva tjedna. Zaradio je i zlatnu certifikaciju. I na europskoj Billboard European Top 100 Albums je dospio na 1. mjesto. U Top 10 je dospio u Francuskoj, Italiji, Japanu, Nizozemskoj, Norveškoj, Španjolskoj, Švedskoj i Švicarskoj. Do danas je album prodan u šest milijuna primjeraka u cijelom svijetu.

## Singlovi
- "Who's That Girl" je izdana 30. lipnja 1987. kao najavni singl s albuma. Ova latino pop pjesma je bila Madonnin šesti broj 1 na američkoj Billboard Hot 100 ljestvici,[38] što je stavilo Madonnu na vrh popisa izvođača s najviše brojeva 1 u 1980-ima do tada, te na vrh popisa ženskih izvođača s najviše brojeva 1 uopće.[23] Pjesma je dopsjela na vrh ljestvica i u Ujedinjenom Kraljevstvu, Kanadi, Nizozemskoj, Irskoj i Belgiji.[39][40][41][42][43] U glazbenom videu Madonna nije utjelovila lik Nikki Finn,[44] nego je nastavila s imidđem latino djevojke iz prošlog videa za "La Isla Bonita". Ovdje je bila obučena pomalo muškasto u bolero jaknu i šešir.[45] Međutim, video nije promovirao film zbog kojega je pjesma snimljena. Rezultat je bio taj da ljudi nisu bili oduševljeni viđenim. "Who's That Girl" je bila nominirana 1988. u kategoriji "najbolja pjesma iz filma" za nagradu Grammy, te u kategoriji "najbolja pjesma" za nagradu Zlatni globus.[46]

- "Causing a Commotion", kao drugi singl, je objavljen 25. kolovoza 1987. Kritičari su ga komentirali da je pjesma ispod Madonninh standarda, ali bez obzira na to, singl je doživio komercijalni uspjeh. U Top 10 je dospio u Novom Zelandu, Švicarskoj i Ujedinjenom Kraljevstvu.[47][48] U Sjedinjenim se Državama singl brzo probijao na ljestvici, dospjevši na drugo mjesto gdje je boravio još tri tjedna. Od samog vrha ga je zaustavila pjesma "Bad" Michaela Jacksona.[49] "Causing a Commotion" je dospio na vrh Hot Dance Club Play ljestvice.[50]

- "The Look of Love" je izdana kao treći singl samo na europskom tržištu. U Ujedinjenom Kraljevstvu je pjesma objavljena 12. prosinca 1987., te je na UK Singles Chart ušao na 15. poziciju.[51] Sljedeći tjedan je dosegnuo svoj vrhunac na 9. mjestu, što je bio prvi Madonnin singl nakon "Lucky Star" koji nije dospio u Top 5.[52] Pjesma je sveukupno na ljestvici provela sedam tjedana. U Njemačkoj je pjesma debitirala na 38. mjestu Media Control Charts, a sljedeći tjedna je dospjela na 34. mjesto što joj je ostao najviše mjesto na ljestvici. Provela je sedam tjednana na ljestvici.[53] U Irskoj je pjesma dospjela na šesto mjesto.[42] I u ostatku Europe je bila umjerenog do slabijeg uspjeha, tako da je u Belgiji dospela na 9. mjesto, u Francuskoj na 23., Nizozemskoj 8. te 20. mjesto u Švicarskoj.[54] Na European Hot 100 Singles je dospjela na 17. mjesto.[55]

- "Turn It Up" je izdana kao promotivni singl početkom 1988. godine. Pjesma je bila vrlo popularna po klubovima, te je na Billboard Hot Dance Club Play dospjela na 15. mjesto.[56][57]

## Popis pjesama
| 1.    | »Who's That Girl« (Madonna)              | Madonna, Patrick Leonard                             | Madonna, Patrick Leonard                             | 3:58 |
| 2.    | »Causing a Commotion« (Madonna)          | Madonna, Stephen Bray                                | Madonna, Stephen Bray                                | 4:20 |
| 3.    | »The Look of Love« (Madonna)             | Madonna, Patrick Leonard                             | Madonna, Patrick Leonard                             | 4:03 |
| 4.    | »24 Hours« (Duncan Faure)                | Mary Kessler, Joey Wilson                            | Stephen Bray                                         | 3:38 |
| 5.    | »Step by Step« (Club Nouveau)            | Jay King, Denzil Foster, Thomas McElroy, David Agent | Jay King, Denzil Foster, Thomas McElroy, David Agent | 4:43 |
| 6.    | »Turn It Up« (Michael Davidson)          | Michael Davidson, Frederic Mercier                   | Stock Aitken Waterman                                | 3:56 |
| 7.    | »Best Thing Ever« (Scritti Politti)      | Green Gartside, David Gamson                         | Green Gartside, David Gamson, John Potoker           | 3:51 |
| 8.    | »Can't Stop« (Madonna)                   | Madonna, Stephen Bray                                | Madonna, Stephen Bray                                | 4:45 |
| 9.    | »El Coco Loco (So So Bad)« (Coati Mundi) | Coati Mundi Hernandez                                | Hubert Eaves III                                     | 6:62 |
| 39:36 |                                          |                                                      |                                                      |      |

## Uspjeh na ljestvicama i certifikacije
| Država                 | Pozicija |
| ---------------------- | -------- |
| Australija             | 24       |
| Austrija               | 5        |
| Europa                 | 1        |
| Francuska              | 2        |
| Italija                | 2        |
| Japan                  | 10       |
| Kanada                 | 4        |
| Nizozemska             | 2        |
| Norveška               | 2        |
| Novi Zeland            | 6        |
| Njemačka               | 1        |
| Španjolska             | 4        |
| Švedska                | 4        |
| Švicarska              | 4        |
| Ujedinjeno Kraljevstvo | 4        |
| US Billboard 200       | 7        |

| Država                 | Certifikacija |
| ---------------------- | ------------- |
| Australija             | Zlatna        |
| Brazil                 | Zlatna        |
| Francuska              | 2× Platinasta |
| Hong Kong              | Platinasta    |
| Nizozemska             | Zlatna        |
| Njemačka               | Zlatna        |
| Španjoska              | Platinasta    |
| Ujedinjeno Kraljevstvo | Platinasta    |
| Sjedinjene Države      | Platinasta    |

### Singlovi
| 1987                                              | "Who's That Girl"     | 1 | 44 | 7 | 4  | 1 | 2  | 2  | 1 | 2  | 1 | - UK: Srebrna |
| 1987                                              | "Causing a Commotion" | 2 | 1  | 7 | 14 | 2 | —  | 14 | 4 | 9  | 4 | —             |
| 1987                                              | "The Look of Love"    | — | —  | — | —  | — | 23 | 34 | — | 20 | 9 | —             |
| "—" nije izdana ili se nije pojavila na ljestvici |                       |   |    |   |    |   |    |    |   |    |   |               |

### Prethodnici i nasljednici na ljestvicama
| Prethodnik Whitney, Whitney Houston | Njemačka broj 1 album (26. rujna 1987. - 3. listopada 1987.) | Nasljednik Bad, Michael Jackson |

| Prethodnik Whitney, Whitney Houston | Europa broj 1 album (26. rujna 1987. - 3. listopada 1987.) | Nasljednik Bad, Michael Jackson |